# Saundersfoot

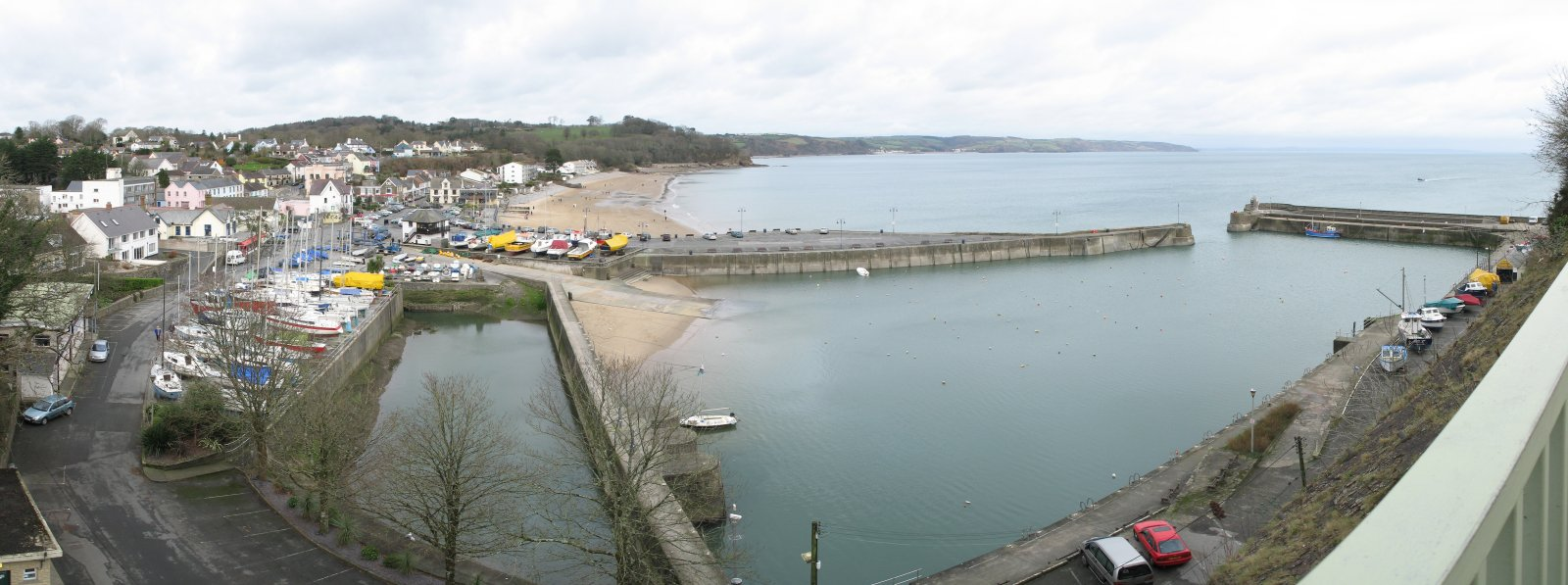
Saundersfoot (Pembrokeshire, Galles): panoramica del porto

Saundersfoot (chiamata un tempo St Issels o Issells e in gallese Llanussyllt; 2.800 ab. ca.) è una località balneare della contea gallese del Pembrokeshire (Galles sud-occidentale), affacciata sulla Baia di Carmarthen (Mare Celtico) e situata all'interno del Pembrokeshire Coast National Park e del Pembrokeshire Coast Path.

## Etimologia
Il toponimo Saundersfoot deriva forse dalla combinazione del nome dell'influente famiglia Saunders con il termine foot ("piede"), un'unità topografica.
Il nome Llanussyllt/St Issels, deriva invece da quello di un santo omonimo Issell o Issel, a cui è dedicata una chiesa in loco.

## Geografia fisica

### Collocazione
Saundersfoot si trova nella zona sud-orientale del Pembrokeshire, tra Pembroke e Laugharne (rispettivamente ad est della prima e ad ovest della seconda) e, più precisamente, tra le località di Tenby e di Kilgetty (rispettivamente a nord della prima e a sud della seconda). Da Tenby dista circa 10 km.

## Società

### Evoluzione demografica
Al censimento del 2001, Saundersfoot contava una popolazione pari a 2.784 abitanti,  di cui 1.425 erano donne e 1.359 erano donne.

## Storia
Nel 1829 fu costruita una ferrotramvia che permise di collegare il porto di Saundersfoot con le miniere di carbone delle zone limitrofe.
Nel 1995 la località fu inclusa nel Pembrokeshire Coast National Park.